# Ricardo Blasco
Ricardo Blasco Laguna (* 30. April 1921 in Valencia; † 1994 in Madrid) war ein spanischer Filmregisseur und Drehbuchautor.

## Leben
Blasco war zunächst Schriftsteller und Dichter; zur Aufbesserung seiner Finanzen arbeitete er als Korrektor für Skripte bei der spanischen Filmproduktionsfirma Cifesa. Während der 1950er Jahre lernte er dann als Regieassistent das Filmhandwerk von Regisseuren wie Luis Lucia und schrieb Drehbücher für die spanische Filmunion.
1960 stellte Amor bajo zero sein Debüt als Regisseur dar; bis Ende des Jahrzehntes inszenierte er rund ein Dutzend Filme, oft abenteuerlicher Natur.
Ricardo Blasco benutzte als Pseudonym auch den Namen Richard Blasco.

## Filmografie

### Regieassistent
- 1949: La Duquesa de Benamejí – Regie: Luis Lucia
- 1952: Lola, la piconera – Regie: Luis Lucia
- 1954: Die wunderbare Liebe der Bianca Maria (Un caballero andaluz) – Regie: Luis Lucia
- 1955: La lupa – Regie: Luis Lucia
- 1958: ¿Dónde vas, Alfonso XII?
- 1958: Hoch die Illusion (¡Viva lo imposible!) – Regie: Rafael Gil
- 1959: Strahlender Himmel – strahlendes Glück (Luna de miel) – Regie: Michael Powell
- 1959: Das Mädchen aus Granada (Carmen la de Ronda) – Regie: Tulio Demicheli

### Regisseur
- 1960: Amor bajo cero
- 1961: Sie pokern mit Pistolen (Armas contra la ley)
- 1963: Drei gegen Sacramento (Duello nel Texas; Gunfight in the Red Sands) (einer der ersten Italowestern)
- 1963: Zorro mit den drei Degen (Le tre spade di Zorro)
- 1963: Drei gegen Sacramento (Gringo)
- 1964: Zorros grausamer Schwur (El Zorro cabalga otra vez)
- 1966: Destino: Barajas